# Sutton St Edmund
Sutton St Edmund è un villaggio e parrocchia civile dell'Inghilterra, appartenente alla contea del Lincolnshire.